# Stella Walrave
Estella (Stella) Walrave (Zele, 19 december 1903 - Gent, 25 oktober 1956) was een Belgisch bestuurster.

## Levensloop
Van opleiding was ze regentes. Ze oefende dit beroep echter niet uit en was werkzaam als propagandiste bij de Vrouwelijke Katholieke Arbeidersjeugd (VKAJ) Dendermonde. Van deze afdeling werd ze in 1927 voorzitster.
In 1951 volgde ze Maria Baers op als voorzitster van de Kristelijke Arbeiders Vrouwengilde (KAV). Zelf werd ze in deze hoedanigheid in 1956 opgevolgd door Marie-Thérèse Bouvin.